# Karlsborg
Karlsborg – miejscowość (tätort) w Szwecji, w regionie administracyjnym (län) Västra Götaland. Siedziba władz (centralort) gminy Karlsborg. 
Miejscowość jest położona w prowincji historycznej (landskap) Västergötland, ok. 40 km na północny wschód od Skövde na przesmyku pomiędzy jeziorami Wetter i od zachodu Bottensjön, wchodzącym w skład systemu wodnego Kanału Gotyjskiego (Göta kanal). Przez Karlsborg przebiega droga krajowa nr 49 (Riksväg 49; Skara – Tibro – Askersund).
Historia miejscowości jest związana ze zbudowaną w latach 1819–1909 twierdzą Karlsborg (Karlsborgs fästning), która na wypadek wojny stanowić miała schronienie dla szwedzkiego rządu, rodziny królewskiej, insygniów koronnych i zapasów złota. Z tego powodu Karlsborg jest nazywany „rezerwową stolicą Szwecji” (Sveriges reservhuvudstad). W części twierdzy znajduje się otwarte w 1962 r. muzeum.
W 2010 r. Karlsborg liczył 3551 mieszkańców.

## Przypisy

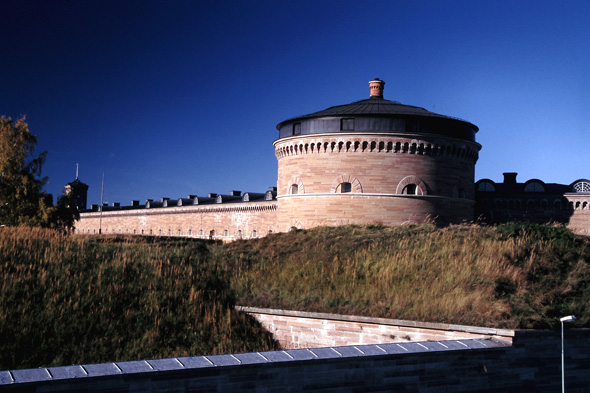
Twierdza Karlsborg